# 软体动物

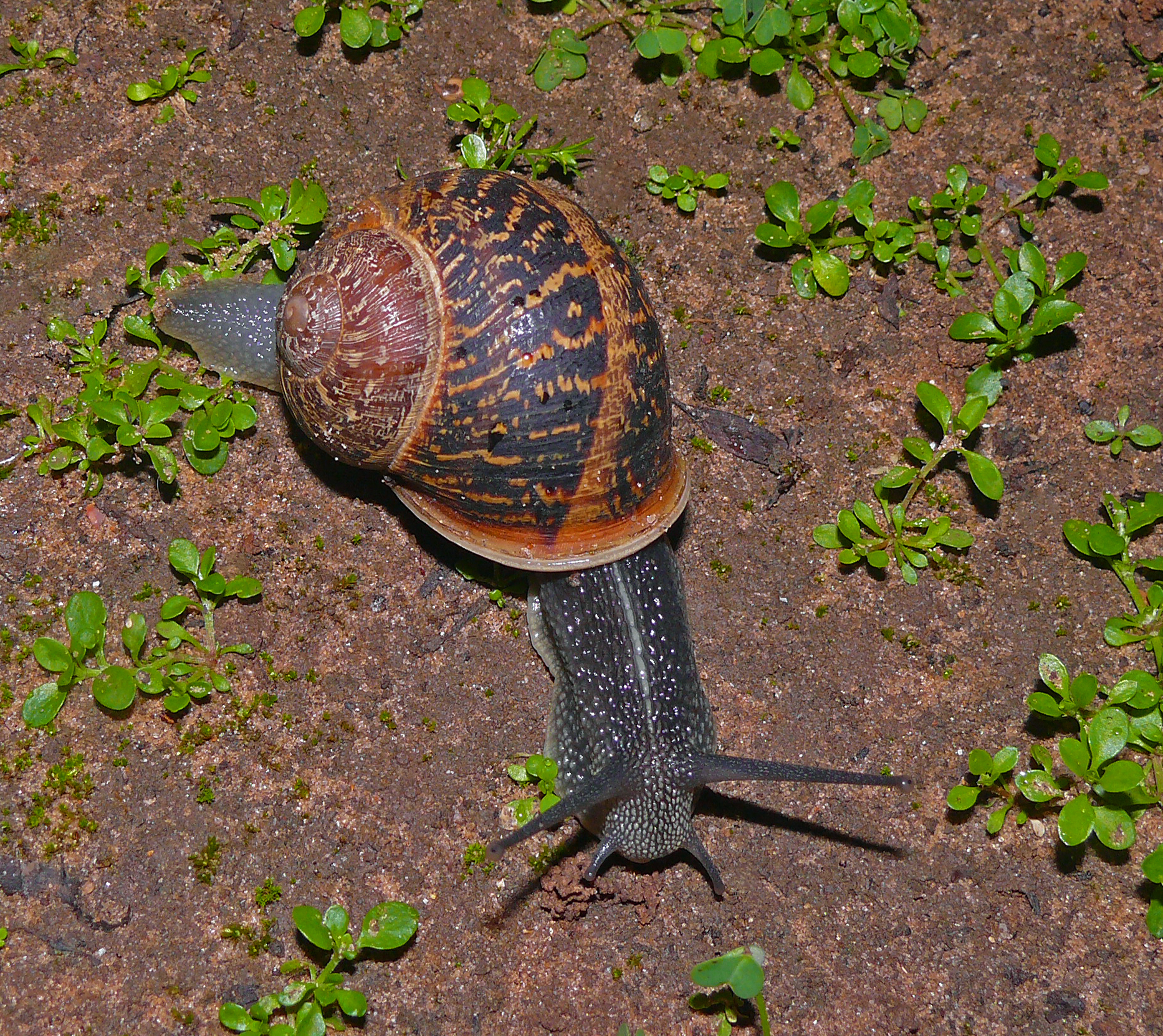
Cornu aspersum

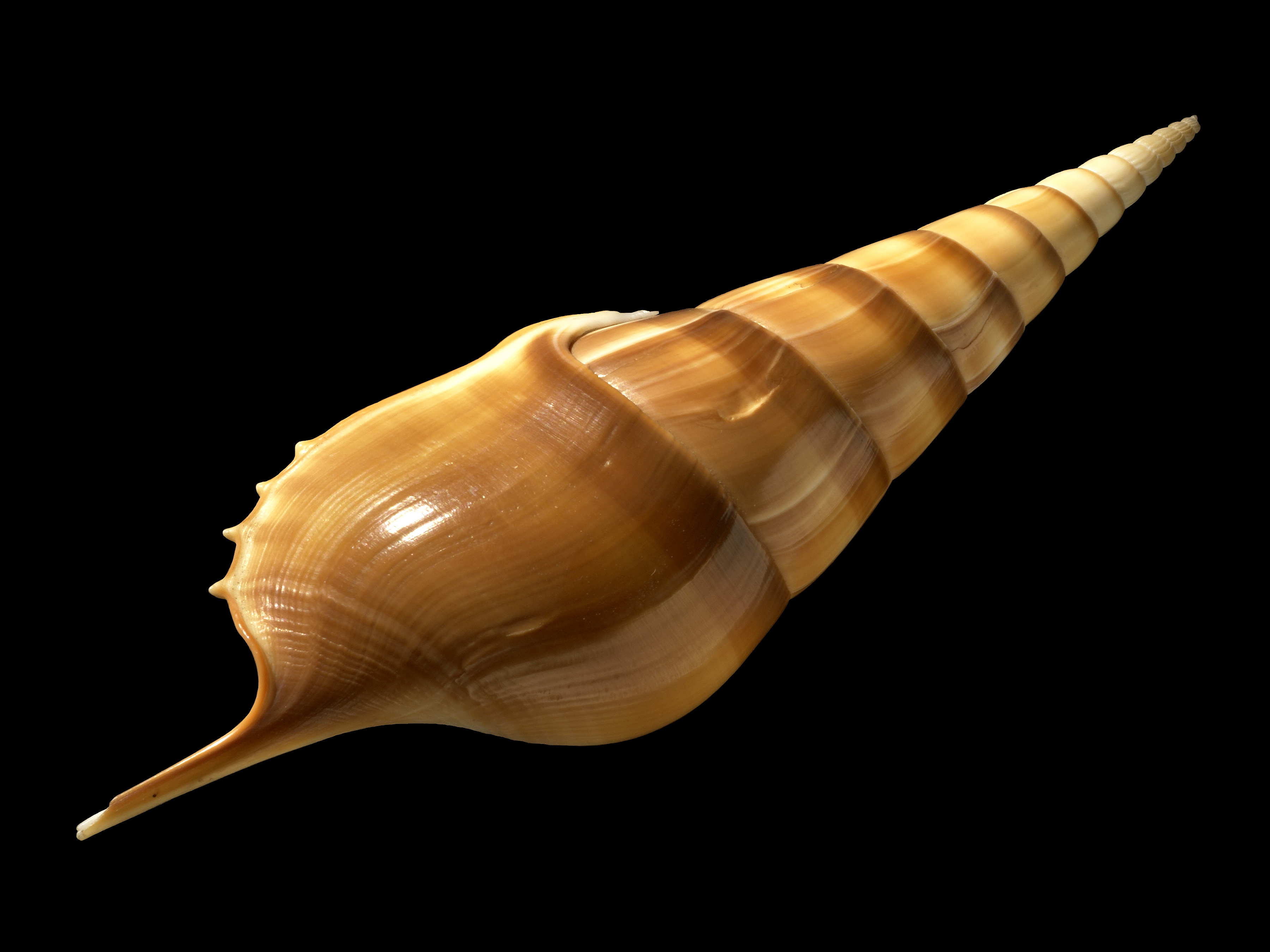
腹足纲的阿拉伯长鼻螺（Tibia curta）

软体动物门是动物界的一个门，就其物種多樣性而言是动物界第二大門 （僅次於節肢動物門）；对已確認的物種數量存在不同估计，为约85000或十萬多種。软体动物是分布广泛的無脊椎動物，能適應許多不同環境，从寒带、温带到热带，从海洋到河川、湖泊，从平原到高山的陆地、淡水和咸水多種棲息地中都有大量成员，例如蜗牛、河蚌、海螺、乌贼等物種。在目前的海洋生物中，軟體動物的數量佔比可達23%，是所有海洋動物中數量最多的。
軟體動物型態、習性差異甚大，最大的软体动物大王乌贼的腕展开可达12公尺，最小的螺类卻僅有1厘米長。但是牠們有共同的基本特征，身体大多不分节，身體結構可分為头、足、内脏团和外套膜4个部分。大部分軟體動物的外套膜會分泌碳酸钙形成保护性的外骨骼（硬壳）包裹身体，除了成年期的腹足动物之外，軟體動物的壳体都是左右对称的。虽然软体动物大多有壳，但其身体的主要部分其实是软组织，主要依赖静水骨骼。
绝大多数软体动物为水生，如海螺、貝類、石鳖等；少數族群为在陆生，如蜗牛和蛞蝓；还有一些物种（如章鱼、烏賊、海蛞蝓）的外殼已消失或被内化。软体动物多数靠一条肉脚向前滑动，以此移动自己的身体。

## 特徵
軟體動物最主要的特徵就是身體柔軟，並無内骨骼，大部分呈左右对称、不分節，牠們外层皮肤會自背部折皱形成外套膜包圍全身，並能夠分泌保护用的石灰质介壳，然而部分軟體動物的外殼已退化（如蛞蝓、章魚）或是藏至体內（如烏賊）。斧足類、腹足類的殼表還有生長線，可以看出年齡大小。軟體動物的腹部有肌肉足或腕，但也有的肉足已經退化，是運動器官。
部分软体动物的头上长有和眼睛一样的触角，用来感知周围的情况，它们有几千颗微小的牙齿，稱為齒舌，是他們多數特有的器官，由多列角质齿板组成，形狀類似锉刀，主要用於攝食。有栉鳃，表面具纤毛，可以激动水流，双壳类可用此過濾水中的食物颗粒。
水生的軟體動物排泄器官为肾，會排出氨或尿素，牠們呼吸器官為鰓，由外套膜形成位於外套膜与身体之间，可以從流入外套腔的水中吸取氧氣。而像蝸牛等陸生的軟體動物排泄器官也是肾，但是用肺呼吸，並排泄尿酸。
有些軟體動物是雌雄異體；有些是雌雄同體。头足纲及部分腹足纲体外受精，雌雄同体者则异体受精。不同的軟體動物有不同的產卵方式。像斧足類、石虌等把卵直接產在海水中，並無保護措施，因此產卵數量極多，但能順利發育的卻不多。有些海螺則會把卵埋起來，或分泌膠質包住。而腹足類的卵大都有膠質包住或具有殼。
部分的軟體動物具有經濟價值，斧足類大都能產真珠。還有許多種淡水產的蚌類，分泌的真珠質可以製鈕扣。鮑魚、蛤蜊、牡蠣等可供人類食用，更有許多軟體動物提供了魚類大量食物來源。軟體動物除了對人類有益，部分物種對人類有害，例如：斧足類的鑿船蟲，這種貝類生活在海裏，會破壞船隻或棲身在木洞裏。

## 主要結構

軟體動物祖先的假想解剖圖

軟體動物的身體主要可分為头、足、内脏团3個部分，部分生物還具有從外套膜形成的殼。

### 頭
头位于身体的前端。

### 肉足
足可能位于头后或身体腹面，是由体壁伸出的由多肌肉质組成的运动器官。

### 内脏团
内脏团位于身体背面，由柔軟的體壁包圍著内脏器官。

### 外套膜與外套腔
外套膜是軟體動物背侧的体壁向下褶與伸展形成的，經常包裹整个内脏团，内脏囊與外套膜之間的空腔即为外套腔。外套腔是許多器官的開口，如肛門、鰓孔、肾孔、生殖孔等。雙殼綱生物整個柔軟生體都在擴大的外套腔內。

### 殼
有些軟體動物的外套膜會分泌碳酸鈣、幾丁質和貝殼硬蛋白而形成外殼，外殼的最外層是角質層，中層則是柱狀方解石，最內層則是層狀方解石。大部分的軟體動物殼主要由文石組成，但是牠們生產的蛋殼卻由方解石組成。

## 主要系統

### 神经系统

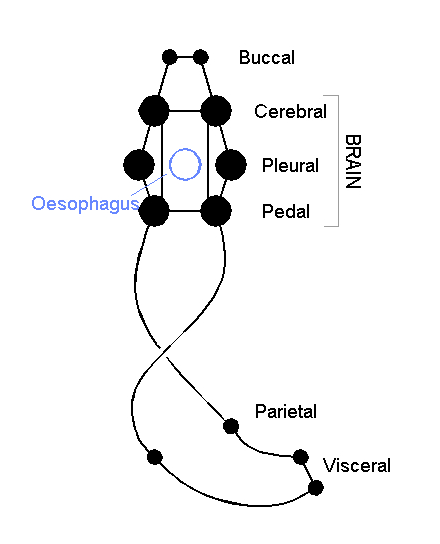
軟體動物的神經系統意示圖

除了雙殼類有三條外，大部分軟體動物有兩對主要的腹神经索，一個主要連結到內臟團，另一個連結到肉足。兩對神經索與主要的神經節都在腸道下側。
部分軟體動物有大腦，並且環繞食道。大多數軟體動物具有眼睛有眼頭，且有一對具傳感功能的觸角，可檢測化學物質、感受外界的震動等。

### 呼吸系统
大多數軟體動物只有一對鰓，有的甚至只有一個。大部分的鰓形成羽毛狀，有些則成絲狀。軟體動物的鰓可使水從底部進入頂部排出。鰓的單絲有三種纖毛其單絲有三種纖毛，其中一個穿過外套膜以驅動水流，而另外兩條絲可保持鰓的清潔。在鰓裡有個東西叫嗅檢器(osphradia)，當它檢測到有害物質或是泥沙進入外套膜時，鰓的纖毛變化停止跳動，直到有害物質已消失。每個鰓都具有連結到體將的血管，與運送血液到心臟的血管。

### 循环系统
頭足綱屬於閉鎖式循環系統，其余的軟體動物都屬於開放式/開管式循環系統。雖然軟體動物是三胚層動物，但是牠們的體腔卻相當小並包含了心臟與生殖腺。體腔內大多是血腔，能讓血液與體液循環至各個器官。軟體動物的血液含有血藍蛋白，與氧氣結合時會產生Cu2+，因此牠們的血液呈現藍色。牠們的心臟有些只有一個心房，有些有多個心房，牠們從腮得到含氧血，並送到心室，然後再送到相當短的主動脈並流至全身。
軟體動物的心房還有部分的排泄功能。心房過濾血液中的廢物，並排到體腔中形成尿液。位於背部的一對腎管，可從尿液中提取可用的物質、排出無用的廢物，經由管道排到體外。

## 分類
生物學家根據軟體動物的硬壳和软体结构的差异，将软体动物分成了10个纲，分別是：
| 纲                                       | 代表生物                                                   | 已知物种 | 分布                                |
| ---------------------------------------- | ---------------------------------------------------------- | -------- | ----------------------------------- |
| 无板纲（Aplacophora）（pp. 291–292）     | 毛皮貝、新月貝、龍女簪等                                   | 320      | 海床（200～3000米）                 |
| 多板纲（Polyplacophora）（pp. 292–298）  | 石鳖                                                       | 1000     | 潮间带和海床                        |
| 单板纲（Monoplacophora）（pp. 298–300）  | 新笠螺、古笠螺†等                                          | 31       | 海床（1800～7000米，其中一种200米） |
| 双壳纲（Bivalvia）（p. 367）             | 蛤蜊、牡蛎、扇贝、象拔蚌、贻贝等                           | 20000    | 海洋、淡水                          |
| 掘足纲（Scaphopoda）（pp. 403–407）      | 象牙贝                                                     | 500      | 海洋（6～7000米）                   |
| 腹足纲（Gastropoda）（p. 300）           | 蝸牛、蛞蝓、淡水螺、鲍鱼、笠螺、海蛞蝓、海兔、海蝶等       | 70000    | 海洋、淡水、陆地                    |
| 头足纲（Cephalopoda）（p. 343）          | 蛸类（鱿鱼、墨鱼、章鱼、旋乌贼、箭石†等）、菊石†、鹦鹉螺等 | 900      | 海洋                                |
| 喙壳纲†（Rostroconchia）                 | 化石种类，有可能是双壳纲的基群祖先                         | 灭绝     | 海洋                                |
| 太阳女神螺纲†（Helcionelloida）          | 化石种类，如太陽女神螺、Latouchella等                      | 灭绝     | 海洋                                |
| 竹节石纲†?（Cricoconarida或Tentaculita） | 化石种类，如竹節石、角管蟲等                               | 灭绝     | 海洋                                |

### 无板纲
无板纲生物並沒有骨板或贝壳，故名。牠們的身体两侧对称，外觀貌似蠕虫，外表带有钙质针狀的角质外皮，具有保護作用。代表生物有毛皮貝、新月貝、龍女簪等。
无板纲曾被认为是多系群，但近年研究发现是单系群。

### 多板纲
多板纲包括各種石鱉。在寒武纪晚期已出現，牠們的身體對稱，呈橢圓形，有8块骨板组成的背壳，因此稱多板纲。

### 单板纲
单板纲在寒武纪晚期時已出現，大多數為化石物種，已知的現生種僅7種，新碟貝是其代表，牠們的特徵是有一枚像帽子或勺子的壳。已知为多系群。

### 斧足綱
斧足綱生物都具有兩瓣殼，因此又稱双壳纲，河蚌、扇貝、蛤蜊以及大部分的贝壳都属于双壳纲。牠們最主要的特點就是有兩個殼瓣，兩個殼瓣之間有铰合构造；牠們缺乏明顯的頭部，但是在腹侧有斧狀的肉足，因此稱為斧足類。牠們在寒武纪時就出現在地球上，海洋、淡水都能發現牠們的存在。

### 喙壳纲
喙壳纲是一個已經滅絕的綱，存在於寒武纪到二叠纪，牠們的殼看起來有两瓣，但無法铰合，形成“假双壳”形态的单壳，代表生物有海拉尔特壳（Heraultipegma）等。

### 掘足綱
掘足綱與斧足綱有親緣關係，牠們的介殼是煙嘴狀的，在發生之初仍然是二枚貝的形態，代表生物有象牙貝。
牠們身體呈兩側對稱，且是圓柱狀，具有個管狀介殼。牠們大多生活在海邊的泥沙中，但也有生活在15,005英尺的深海中。牠們的足部在前端，後多則是外套腔開口。頭部不發達，口位於膨大咽頭的前端，並在足部背面。消化管呈現U字狀，肛門開口於外套腔。有腎管一對，開口處在肛門略後。並沒有鰓，依靠外套膜呼吸。口周圍有觸角，有感覺作用。其神經系統發育正常，有腦、臟、足、側等成對之神經結。牠們都是雌雄異體，只有一個生殖腺，生殖細胞由右側腎管排出之。

### 腹足綱

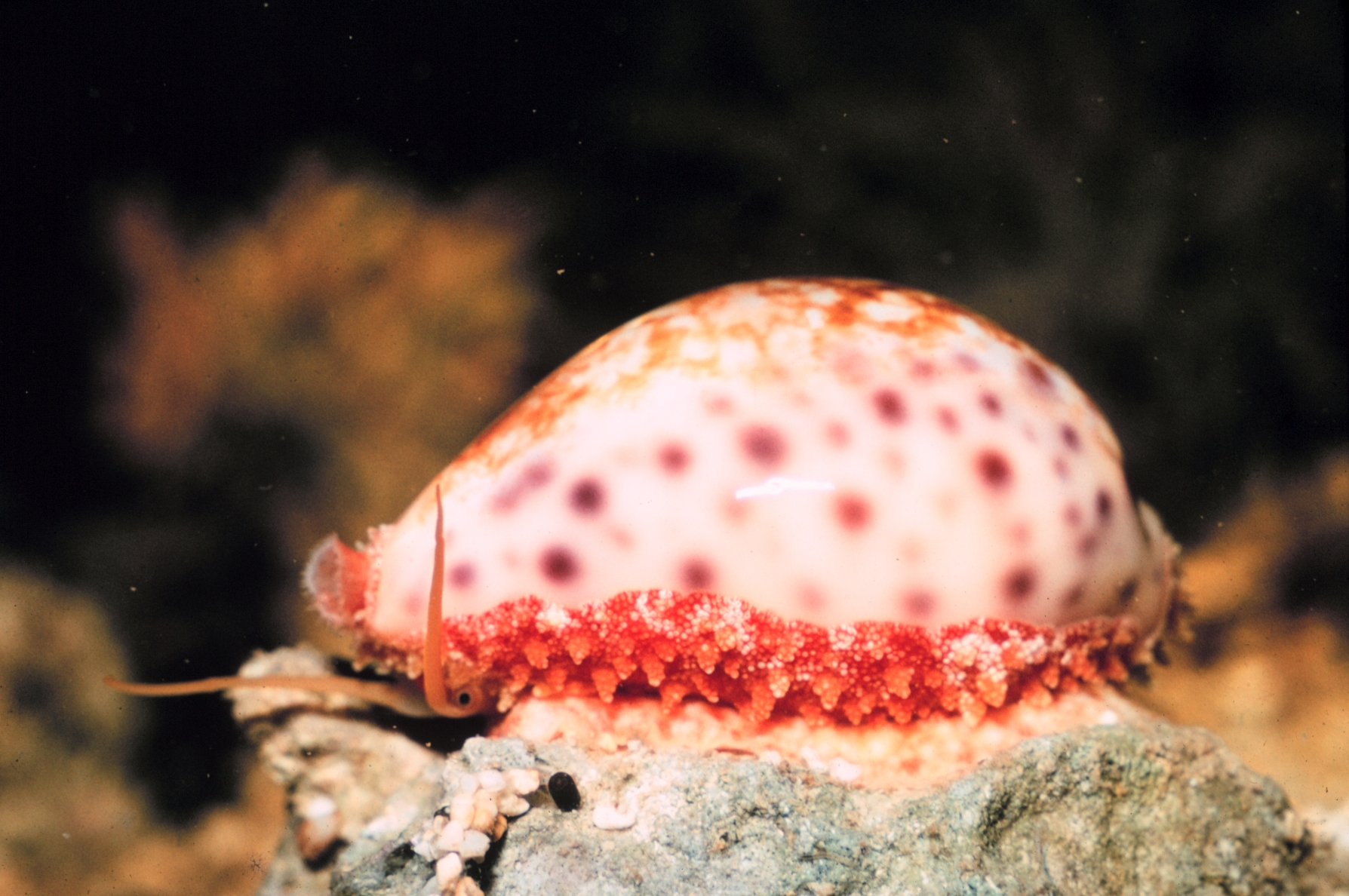
大約80%的軟體動物屬於腹足類

腹足綱是軟體動物中最大的一綱，大約有七萬五千多種，牠們的肉足都長在身體的腹面，因此被稱為腹足綱。除了蛞蝓、海蛞蝓外，牠們都有螺殼，因此又被稱為螺類。
這類生物的螺殼，形狀、大小、顏色會因種類不同而相異。但是螺殼上的螺紋大多數是順時針方向，也可以從牠們圓錐形的螺殼上，判斷出年齡大小；凡是頂端的地方螺紋越細越緊密的，年紀就越大。
陸地常見的腹足類包含蝸牛、蛞蝓、淡水螺等；海洋中的腹足類較多，如龍宮貝、夜光貝、鮑魚、海蛞蝓等都是。為了適應各種環境，牠們的肉足可以在許多地方爬行，並分泌出黏液來。
腹足纲的生物從寒武紀晚期就出现了，一直繁衍到现代，陆地、海洋、淡水里都有它们的分布。

### 頭足綱
头足纲最主要的特徵就是具有神經高度集中的頭部，是軟體動物中最高級的生物，牠們都是海洋中的肉食性動物。头足纲动物两侧对称，頭部長在身體前方，頭部兩側有發達的眼，口中有角质的颚片；口的周围环列着一圈能够用来捕食其它动物的觸手或腕。大多數現代头足类的外殼都已完全退化或隱藏至身體內部，僅鸚鵡螺仍具有外殼。头足类在寒武紀晚期時就已經出現了，地質史上，著名的頭足类包含鹦鹉螺類、杆石、菊石、箭石等，現在著名的生物則包含章鱼、乌贼等。。

### 太陽女神螺綱
太陽女神螺綱是一個已經滅絕的綱，存在於寒武纪到奥陶纪，是已知最古老的有殼亞門生物，具有螺旋的錐形外殼，但軀體不像腹足類般有任何扭轉。其下部分物種曾被分類為單板綱，太陽女神螺綱由John S  Peel 於1991年建立。

### 竹节石纲
竹节石是一類已滅絕的海生有殼動物，存在於奥陶纪到侏罗纪，身體呈辐射对称，殼是单锥形的，代表生物有竹节石等。竹节石的具體分類歸屬還沒有共識，目前通常根據其化石的殼壁結構、成分以及殼體形態，將它們作為軟體動物門的一綱。

### 其他分類系統
此外，還有一個仍未有共識的分類系統，就是將軟體動物門分為兩個亞門：有殼亞門和雙神經亞門。
- 雙神經亞門 Aculifera
  - 無板綱 Aplacophora
  - 多板綱 Polyplacophora
- 有殼亞門 Conchifera
  - 單板綱 Monoplacophora
  - 腹足綱 Gastropoda
  - 掘足綱 Scaphopoda
  - 頭足綱 Cephalopoda
  - 雙殼綱 Bivalvia
  - 喙殼綱 Rostroconchia†
  - 太陽女神螺綱 Helcionelloida†

## 习性
软体动物的习性因种类而异；腹足类在陆地、淡水和海洋均有分布，双壳类生活在淡水和海洋中，其他类群基本上只生活在海洋中。